# Смиловци
Смиловци су насеље у Србији у општини Димитровград у Пиротском округу. Према попису из 2022. било је 73 становника.
Овде се налазе манастир Св. Кирика и Јулите у Смиловцима, црква Свете Петке и Смиловска језера.

## Историја
За време Источне кризе (1875-1878) место је као и већи део Височког среза, ослободила српска војска. Протерани су Турци, успостављена је српска власт али долази до дипломатске борбе између Србије и Бугарске. Руси су подржавали Бугаре у својим претензијама; међутим Срби у том срезу су се стално противили, организујући скупове и скупљајући петиције скретали европској јавности на себе. Тако су се састали Срби у Смиловцу 20. фебруара/4. марта 1878. године и састравили писмо српском кнезу Милану Обреновићу, које је потписало 71 особа.

## Демографија
У насељу Смиловци живе 102 пунолетна становника, а просечна старост становништва износи 63,5 година (62,6 код мушкараца и 64,4 код жена). У насељу је 2002. године било 87 домаћинстава, а просечан број чланова по домаћинству био је 1,87.
Ово насеље је углавном насељено Бугарима (према попису из 2002. године), а у последњих седам пописа примећен је пад у броју становника.
|  |

| Демографија | Демографија | Демографија |
| Година      | Становника  | Становника  |
| ----------- | ----------- | ----------- |
| 1948.       | 964         |             |
| 1953.       | 939         |             |
| 1961.       | 762         |             |
| 1971.       | 513         |             |
| 1981.       | 403         |             |
| 1991.       | 298         | 282         |
| 2002.       | 163         | 172         |
| 2011.       | 104         |             |
| 2022.       | 73          |             |

| Етнички састав према попису из 2002.‍ | Етнички састав према попису из 2002.‍ | Етнички састав према попису из 2002.‍ | Етнички састав према попису из 2002.‍ | Етнички састав према попису из 2002.‍ |
| ------------------------------------ | ------------------------------------ | ------------------------------------ | ------------------------------------ | ------------------------------------ |
|                                      |                                      |                                      |                                      |                                      |
| Бугари                               | Бугари                               |                                      | 124                                  | 76,07%                               |
| Срби                                 | Срби                                 |                                      | 19                                   | 11,65%                               |
| Роми                                 | Роми                                 |                                      | 10                                   | 6,13%                                |
| Македонци                            | Македонци                            |                                      | 1                                    | 0,61%                                |
| Југословени                          | Југословени                          |                                      | 1                                    | 0,61%                                |
| непознато                            | непознато                            |                                      | 1                                    | 0,61%                                |

| Година пописа     | 1948. | 1953. | 1961. | 1971. | 1981. | 1991. | 2002. |
| ----------------- | ----- | ----- | ----- | ----- | ----- | ----- | ----- |
| Број домаћинстава | 184   | 208   | 214   | 172   | 152   | 120   | 87    |

| Број чланова      | 1  | 2  | 3 | 4 | 5 | 6 | 7 | 8 | 9 | 10 и више | Просек |
| ----------------- | -- | -- | - | - | - | - | - | - | - | --------- | ------ |
| Број домаћинстава | 41 | 29 | 7 | 8 | 1 | 1 | 0 | 0 | 0 | 0         | 1,87   |

| Пол    | Укупно | Неожењен/Неудата | Ожењен/Удата | Удовац/Удовица | Разведен/Разведена | Непознато |
| ------ | ------ | ---------------- | ------------ | -------------- | ------------------ | --------- |
| Мушки  | 73     | 18               | 43           | 10             | 2                  | 0         |
| Женски | 82     | 12               | 40           | 30             | 0                  | 0         |
| УКУПНО | 155    | 30               | 83           | 40             | 2                  | 0         |

| Пол    | Укупно                    | Пољопривреда, лов и шумарство | Рибарство                            | Вађење руде и камена | Прерађивачка индустрија       |
| ------ | ------------------------- | ----------------------------- | ------------------------------------ | -------------------- | ----------------------------- |
| Мушки  | 52                        | 39                            | 0                                    | 0                    | 10                            |
| Женски | 37                        | 32                            | 0                                    | 0                    | 2                             |
| УКУПНО | 89                        | 71                            | 0                                    | 0                    | 12                            |
| Пол    | Производња и снабдевање   | Грађевинарство                | Трговина                             | Хотели и ресторани   | Саобраћај, складиштење и везе |
| Мушки  | 0                         | 1                             | 0                                    | 0                    | 1                             |
| Женски | 0                         | 0                             | 0                                    | 0                    | 0                             |
| УКУПНО | 0                         | 1                             | 0                                    | 0                    | 1                             |
| Пол    | Финансијско посредовање   | Некретнине                    | Државна управа и одбрана             | Образовање           | Здравствени и социјални рад   |
| Мушки  | 0                         | 0                             | 1                                    | 0                    | 0                             |
| Женски | 0                         | 0                             | 0                                    | 1                    | 1                             |
| УКУПНО | 0                         | 0                             | 1                                    | 1                    | 1                             |
| Пол    | Остале услужне активности | Приватна домаћинства          | Екстериторијалне организације и тела | Непознато            | Непознато                     |
| Мушки  | 0                         | 0                             | 0                                    | 0                    | 0                             |
| Женски | 1                         | 0                             | 0                                    | 0                    | 0                             |
| УКУПНО | 1                         | 0                             | 0                                    | 0                    | 0                             |